# Nicolás Falero
Nicolás Falero – piłkarz urugwajski noszący przydomek Canoncito, napastnik.
Jako piłkarz klubu Central Montevideo wziął udział w turnieju Copa América 1945, gdzie Urugwaj zajął czwarte miejsce. Falero zagrał w trzech meczach - z Brazylią (w 65 minucie zmienił na boisku Atilio Garcíę), Boliwią (zdobył bramkę) i Argentyną (w 80 minucie wszedł na boisko za Atilio Garcíę).
Jako piłkarz klubu CA Peñarol wziął udział w turnieju Copa América 1947, gdzie Urugwaj zajął trzecie miejsce. Falero zagrał we wszystkich siedmiu meczach - z Kolumbią (zdobył 1 bramkę), Chile (zdobył 2 bramki), Boliwią (zdobył 2 bramki), Paragwajem, Ekwadorem (zdobył 2 bramki), Peru (zdobył 1 bramkę) i Argentyną. Jako zdobywca 8 bramek został królem strzelców turnieju.
Falero dwukrotnie był królem strzelców ligi urugwajskiej - w 1945 jako gracz klubu Central zdobył 21 bramek i w 1947 roku jako piłkarz Peñarolu zdobył 17 bramek. Grał także w lidze argentyńskiej - w klubie CA Platense rozegrał 2 mecze i zdobył 1 bramkę.
Falero od 7 lutego 1945 roku do 11 kwietnia 1948 roku rozegrał w reprezentacji Urugwaju 14 meczów i zdobył 11 bramek. Dzięki swojej bramkostrzelności zyskał zobie przydomek Canoncito, czyli armatka.